# Marjan Cencen
Marjan Cencen, slovenski obramboslovec, politolog, geograf in diplomat, * 7. maj 1957, Celje.
Cencen je veleposlanik Republike Slovenije na Madžarskem. Pred tem je služboval kot veleposlanik v Indiji, v Ljudski republiki Kitajski in v Kanadi. Leta 2011 je izdal knjigo Mednarodni položaj Kitajske po koncu hladne vojne.